# Villaseca de la Sagra (kommunhuvudort)
Villaseca de la Sagra är en kommunhuvudort i Spanien. Den ligger i provinsen Toledo och regionen Kastilien-La Mancha, i den centrala delen av landet, 50 km söder om huvudstaden Madrid. Villaseca de la Sagra ligger 488 meter över havet och antalet invånare är 1 602.
Terrängen runt Villaseca de la Sagra är platt. Runt Villaseca de la Sagra är det ganska tätbefolkat, med 120 invånare per kvadratkilometer. Närmaste större samhälle är Toledo, 16,6 km sydväst om Villaseca de la Sagra. Trakten runt Villaseca de la Sagra består till största delen av jordbruksmark.